# Receptor FM
Um receptor FM, ou ainda rádio FM, consiste em um equipamento capaz de sintonizar, demodular e amplificar sinais modulados em frequência.

Existem, basicamente, três tipos de rádio FM : o receptor de conversão direta; o super-regenerativo; e o super-heteródino. Este último é o tipo normalmente disponível comercialmente.

## Tipos de circuitos

### Receptor por conversão direta
O receptor por conversão direta pode ser dividido em três blocos: sintonia; detecção; amplificador de saída.

O bloco de sintonia consiste em um circuito ressonante cuja frequência de ressonância é ajustada de acordo com a emissora que se deseja sintonizar. O sinal sintonizado é levado ao detector de FM. O sinal de áudio retirado da etapa de detecção é levado ao amplificador de saída.

Este tipo de receptor é muito simples e possui uma seletividade pobre e baixa sensibilidade. Não tem uso comercial nos dias de hoje.

### Receptor super-regenerativo
O receptor super-regenerativo pode ser dividido em três blocos: oscilador local; regeneração; amplificador de saída.

O oscilador local é sintonizado na frequência desejada. O sinal captado pela antena é acoplado ao oscilador. A intensidade do sinal gerado pelo oscilador varia de acordo com o deslocamento da frequência do sinal captado. Como na modulação FM a frequência do sinal varia proporcionalmente à amplitude do sinal de áudio, temos que a variação na intensidade do sinal do oscilador local é equivalente ao áudio que modulou o sinal captado pelo receptor. O sinal de audio, de baixa frequência é separado do sinal de alta frequência gerado pelo oscilador local e parte deste é levado pelo circuito de regeneração, novamente, ao circuito oscilador para que seja amplificado. O oscilador funciona como amplificador para o sinal de áudio que é de baixa frequência. Desta forma a etapa de sintonia demodula o sinal de alta e amplifica simultaneamente o sinal de baixa frequência. O sinal retirado da etapa de regeneração já possui alguma amplificação e é levado ao amplificador de saída para que tenha intensidade para acionar o alto-falante.

Este tipo de receptor possui boa sensibilidade porém possui ajustes de regeneração que regula o ponto de operação com maior ganho. Este tipo de ajuste torna este tipo de receptor desconfortável para o uso comercial, porém, pode ser encontrado em receptores profissionais para a faixa de VHF.

### Receptor super-heteródino
É o tipo mais comum entre os receptores de frequência modulada disponível comercialmente. Pode ser divido nos blocos: sintonia; oscilador local; misturador; amplificador de F.I.; detector; amplificador de saída.

O sinal captado e sintonizado pelo receptor é misturado com um sinal gerado no oscilador local no misturador. O produto obtido no misturador é composto de dois sinais, resultado de um fenômeno conhecido como batimento. Um sinal tem frequência que é soma das frequências do sinal sintonizado e do sinal gerado localmente. O outro sinal, obtido do misturador, possui frequência que é a diferença entre a frequência do sinal sintonizado e do sinal gerado localmente. Este sinal é o alvo de interesse nesta etapa.

O circuito de sintonia está acoplado ao oscilador local para que a frequência do oscilador local varie com o diferentes sinais sintonizados de forma que o sinal de diferença caia sempre na mesma frequência, normalmente 10,7 MHz nos rádios comerciais. Esta frequência é chamada de frequência intermediária (F.I.).

Amplificadores sintonizados amplificam o sinal de F.I. Na verdade, pode haver muitas etapas de amplificação de F.I. Depois de amplificado, o sinal de F.I. é levado à etapa de detecção onde o sinal de áudio é obtido e, então, é levado ao amplificador de saída.

Este tipo de receptor não necessita nenhum tipo de ajuste feito pelo usuário e possui ótima sensibilidade e ótima seletividade embora seja o mais complexo dos três apresentados.

## Blocos
- Antena
- Amplificador e filtro de R.F.
- Oscilador local
- Misturador
- Amplificador de F.I.
- Limitador
- Detetor
- Circuito de de ênfase
- Controle automático de frequência (C.A.F.)
- Amplificador de áudio

### Antena
O receptor FM pode ter dois tipos de antenas: telescópica, na maioria das vezes implantada em receptores portáteis, por causa de seu baixo custo ou uma antena externa, utilizada em receptores de melhor qualidade.
A antena telescópica tem uma impedância de aproximadamente 75 ohms e sua conexão e feita diretamente ao amplificador de R.F. A antena externa há dois tipos de conexões, uma com cabo coaxial de 75 ohms, ou com o cabo paralelo de 300 ohms.
Para casar a impedância da antena com o cabo de 75 ohms é necessário um circuito chamado de "BALUN" (Balanced – Unbalanced)

### Amplificador e filtro de R.F
Há dois princípios o projeto da etapa de R.F., o circuito de entrada de antena e a relação sinal/ruído no ampl.de R.F.
O amplificador tem de manter uma baixa impedância de entrada para sua operação se ficar estável na faixa de recepção.
Em um circuito com a antena telescópica, o acoplamento do amplificador é feito direto pelo circuito da entrada da antena, no caso de uma antena junto a um cabo de 300 ohms é necessário sintonizar o secundário do transformador de entrada para restringir a faixa de 88 MHz a 108 MHz.
O amplificador pode ser um transistor na montagem base comum (baixa impedância de entrada) ou um FET na montagem dreno comum

### Oscilador local
O oscilado local pode ser independente para melhor qualidade ou podem receber a informação de uma bobina osciladora, acoplada ao seu coletor que o realimenta pelo emissor, para receptores populares e de baixo custo.
A frequência de oscilação deve ser de 10,7 MHz maior que a frequência sintonizada pelo bloco de R.F.
A entrada do C.A.F. existe para que seja estabilizada a frequência de oscilação, evitando assim que ela varie em função da temperatura dos componentes.

### Misturador
Um transistor que recebe na base o sinal da etapa de R.F. e no emissor o sinal do oscilador local. O coletor é sintonizado em 10,7 MHz, ou seja, a diferença necessária entre as frequências recebidas.

### Etapa de F.I.
Principal responsável pela seletividade e pelo ganho do receptor.
A tensão aproximada do sinal que é recebido pela antena é de 10µVRMS, a etapa de R.F. amplifica o sinal com que fique com 50µV, após o misturador fica com 150µV e após passar por F.I. sua amplitude deve ser aproximadamente de 10mV, tendo assim a etapa de F.I. um ganho maior que 30dB.

### Limitador
A modificação da polarização do último transistor da etapa de F.I. faz o papel de limitador. Ele se encarrega de trabalhar nos estados de corte e saturação, assim qualquer variação de amplitude pode ser eliminada. Um circuito LC faz com que a onda senoidal seja recuperada e então aplicada ao detetor.

### Detector
Um detetor normal, somente com uma alteração, um capacitor que tem sua reatância para o sinal R.F. praticamente desprezível mas para o sinal de áudio ela é alta, assim a saída do demodulador terá a informação DC relativa ao desvio de frequência do oscilador local.

### Deênfase
Um circuito RC, formando um filtro passa–baixas sendo a frequência de corte de 2.122 Hz ou de 3.183 Hz.

### Controle automático de frequência
Utiliza o nível DC do sinal demodulado para ajustar a frequência de ressonância do oscilador local e manter a relação:
Fol – fRF = F.I.
É simplesmente um filtro passa–baixas filtrando a tensão DC.
Se a diferença da frequência do oscilador local e de R.F. for 10,7 MHz o valor médio detectado mantêm constante a frequência de oscilação, se a diferença for maior o valor médio tende a aumentar, o mesmo ocorre com a diminuição da diferença.

### Amplificador de áudio
Composta por um amplificador de áudio qualquer. Apenas para melhor audição do som.